# تنداب‌ماهی
تنداب‌ماهی (نام علمی: Cheimarrichthys fosteri) نام یک گونه از راسته سوف‌ماهی‌سانان است.